# Стрептококи
Стрептококови (Streptococcus) са род бактерии от семейство Стрептококови (Streptococcaceae). Тъй като се делят по една ос на клетката, те образуват характерни вериги от клетки, за разлика от стафилококите, които се делят във всички посоки и образуват гроздовидни струпвания. Стрептококите са причинител на различни заболявания при хората, като ангина, менингит, пневмония, ендокардит и други.

## Видове
- Streptococcus agalactiae
- Streptococcus anginosus
- Streptococcus bovis
- Streptococcus canis
- Streptococcus equi
- Streptococcus iniae
- Streptococcus mitis
- Streptococcus mutans
- Streptococcus oralis
- Streptococcus parasanguinis
- Streptococcus peroris
- Streptococcus pneumoniae
- Streptococcus pyogenes
- Streptococcus ratti
- Streptococcus salivarius
- Streptococcus sanguinis
- Streptococcus sobrinus
- Streptococcus suis
- Streptococcus uberis
- Streptococcus vestibularis
- Streptococcus viridans